# Vértesacsai-vízfolyás
A Vértesacsai-vízfolyás a Fejér vármegyében ered, mintegy 170 méteres tengerszint feletti magasságban. A patak forrásától kezdve észak-északkeleti irányban halad, majd eléri a Boglári-vízfolyást.

## Part menti település
- Vértesacsa